# District de Binjiang
Le district de Binjiang (滨江区 ; pinyin : Bīnjiāng Qū) est une subdivision administrative de la province du Zhejiang en Chine. Il est placé sous la juridiction de la ville sous-provinciale de Hangzhou.